# Льодио (футбольный клуб)
«Льодио» (баск. и исп. Laudio) — баскский футбольный клуб из одноимённого города, в провинции Алава. Клуб основан в 1927 году, реорганизован в 2002 году. Домашние матчи проводит на стадионе «Эльякури», вмещающем 2 550 зрителей. В Примере и Сегунде команда никогда не выступала, лучшим результатом является 17-е место в Сегунде B в сезоне 2013/14.

## Сезоны по дивизионам
- Сегунда B — 1 сезон
- Терсера — 22 сезона
- Региональные лиги — 64 сезона

## Достижения
- Терсера
  - Победитель (2): 2011/12, 2012/13